# روبرتا سميث
روبرتا سميث (بالإنجليزية: Roberta Smith)‏ هي كاتِبة وصحفية أمريكية، ولدت في 1947 في نيويورك في الولايات المتحدة.